# Eutrichota leptinophalla
Eutrichota leptinophalla este o specie de muște din genul Eutrichota, familia Anthomyiidae, descrisă de Fan în anul 1993.
Este endemică în Yunnan. Conform Catalogue of Life specia Eutrichota leptinophalla nu are subspecii cunoscute.